# Protestas en Grecia de 2010-2012
Las Protestas en Grecia de 2010-2012 fueron las realizadas por una parte de la población de este país contra los planes de austeridad emprendidos por el gobierno.
El 5 de mayo de 2010, una huelga general y manifestaciones en las principales ciudades se llevó a cabo a través de Grecia. Las protestas fueron provocadas por los planes de recortar el gasto público, tales como los salarios y aumentar los impuestos como medidas de austeridad a cambio de 110 000 000 000 euros de rescate, destinadas a resolver la crisis de la deuda griega de 2010.

## Antecedentes
A partir de la extensión de la crisis económica de 2008, el sistema financiero de Grecia llegó  a experimentar una crisis financiera y de confianza (ver Crisis de la deuda soberana europea). Grecia se vio afectada en forma especialmente dura debido a que, por un lado, sus principales industrias — transporte marítimo y turismo — son especialmente sensibles a los cambios en el ciclo económico, y, por el otro,  tanto al alto nivel de evasión tributaria como al hecho que el gobierno griego había “sobrestimado” la capacidad económica del país. Como resultado, el déficit fiscal griego comenzó a aumentar rápidamente.  A principios de 2010, siguiendo las Elecciones generales de Grecia de 2009 el nuevo gobierno anuncio que la situación era insostenible y sugirieron que podría ser necesario un rescate de emergencia y, en marzo de 2010, en medio de protestas y disturbios el gobierno solicitó ayuda del fondo de rescate europeo proponiendo un plan de rescate basado en el aumento del IVA, la congelación de las pensiones y recortes de los salarios de los funcionarios públicos. Para esa fecha,  los gobiernos europeos habían ya comenzado a contemplar un plan de ayuda “bajo unas condiciones estrictas".
El 5 de marzo de 2010, el Parlamento griego aprobó la reducción de gastos (Ley de protección de la Economía). El 23 de abril del mismo, el gobierno griego solicitó que se activará un paquete de rescate ofrecido por la Comisión Europea y el Fondo Monetario Internacional (FMI). El 27 de abril, y dada la creciente preocupación de que podría ocurrir el no pago de esa deuda pública, la agencia Standard & Poor's rebajó la calificación de la deuda del país a BB + (que se considera "basura"). Se esperaba que los fondos estuvieran disponibles rápidamente, pero no estaba claro si estarían disponibles antes del importante 19 de mayo, fecha de refinanciación de la deuda. Sin embargo, a fines de abril, Alemania anuncio que se oponía a liberar los fondos, lo que provocó una deterioración aguda de la situación.

## Medidas de austeridad
El 1 de mayo, el primer ministro George Papandreou anunció una cuarta ronda de medidas de austeridad por parte del gobierno griego, que se han descrito como "sin precedentes". Esto incluye cortes sector más públicos de pago, la reducción de las pensiones, los nuevos impuestos sobre los beneficios, un aumento en los impuestos de lujo y el pecado, y un aumento del impuesto al valor agregado, entre otros. Los cambios propuestos, que tienen por objeto salvar 30 000 millones de euros hasta el año 2012, representan la reforma más grande del gobierno en una generación. Los cortes están en línea con las propuestas de préstamos de la Comisión Europea (CE) y el FMI, que exigen que Grecia liberalizar su economía y ayudó a Grecia llegar a un acuerdo de préstamo, anunció el 2 de mayo, para una inmediata € 45 mil millones en préstamos (con un interés del 5% para las grandes parte, siempre por la CE), con fondos adicionales en el futuro. Se espera que el valor total de los préstamos a estar en el rango de € 110 000 000 000. Papandreou presentado el proyecto de ley al Parlamento el 4 de mayo.
El Parlamento griego que se esperaba para votar en las medidas de austeridad propuestas el 6 de mayo. Nueva Democracia, el partido de la minoría conservadora, se comprometió a votar en contra del proyecto de ley, pero el proyecto de ley se espera que pase debido a las grandes 160 del Movimiento Socialista Panhelénico de. - ventaja escaño en el Parlamento. El gobierno se ha declarado con el personal desmoralizado no retirarse, por temor a que un aumento en las solicitudes de beneficios adicionales podrían vaciar el tesoro público.

## Protestas

### Antes del 5 de mayo de 2010
El 1 de mayo de 2010, hubo marchas de protesta en Atenas y Salónica, por muchos sindicatos, de izquierda, anarquistas y simpatizantes del partido comunista. Violentos enfrentamientos estallaron cuando la policía antidisturbios fueron enviados a contener a los manifestantes.
El 4 de mayo, los miembros del Partido Comunista de Grecia entró en la Acrópolis de Atenas y pancartas colgadas instando a que los "Pueblos de Europa se levanten".

### 5 de mayo 2010: la huelga y las manifestaciones
En respuesta a los recortes de gastos propuestos y los aumentos de impuestos, una huelga en todo el país fue llamado el 5 de mayo. A partir de la medianoche, avión, tren, ferry y el tráfico de entrada y salida del país cesado. Las escuelas, algunos hospitales, y muchas empresas privadas fueron cerradas. Las manifestaciones son vistos por algunos como el más extendido desde el final de la junta militar griega de 1967-1974.
Se estima que 100.000 personas marcharon por Atenas, con algunas estimaciones, se extiende a 500.000. Como las protestas cobraron impulso, un gran grupo intentó tomar por asalto el edificio del parlamento en la plaza Syntagma, en Atenas, donde se enfrentaron con la policía, causando algunos de los Evzones (guardias ceremoniales) para huir de la Tumba del Soldado Desconocido. Los manifestantes acusaron a los parlamentarios de ser "ladrones". La policía antidisturbios fueron capaces de empujar a la multitud respondió con gas lacrimógeno, bombas de flash y bombas de humo. Edificios cercanos, incluyendo un edificio del Ministerio de Finanzas, se prendió fuego. El primer ministro George Papandreou, respondió: "Nadie tiene el derecho a la violencia... la violencia engendra violencia."
13:50 Alrededor de un pequeño grupo de personas desconocidas lanzaron cócteles molotov contra una sucursal del Banco de Marfin Stadiou Street, mientras que otros coreaban consignas anticapitalistas. La mayoría de los empleados del banco logró escapar de la quema edificio, pero dos empleados que saltó desde el balcón del segundo piso fueron heridos y dos mujeres y un hombre fueron hallados muertos después de que el fuego fue extinguido. Las víctimas murieron de asfixia por gases tóxicos cuando fueron incapaces de escapar de un techo salida bloqueada por los escombros. Habían ido a trabajar a pesar de la huelga general por temor de perder sus puestos de trabajo. Se han identificado como Paraskevi Zoulia, 35, Angeliki Papathanasopoulou, de 32 años (que era de cuatro meses de embarazo) y Epaminondas Tsakalis. Papandreou calificó el incidente como un "acto criminal". Michalis Chrysohoidis, el Ministro de la Protección de los Ciudadanos, declaró que "hoy es un día negro para la democracia... las fuerzas antidemocráticas que [se aferró a] una manifestación pacífica de trabajadores y ahora bombas de gasolina han matado a tres de nuestros ciudadanos y poner un peligro inmediato para la vida de otros. También declaró que" los asesinos serán capturados y castigados en consecuencia". La policía inició una búsqueda generalizada, con la ayuda de tomas de circuito cerrado de televisión con el fin de detectar y detener a los sospechosos. Se informó que los bomberos tenían dificultades para llegar a la escena a causa de las manifestaciones en movimiento a través de la zona. La policía culpó a los "jóvenes encapuchados" por el incidente, mientras que la policía culpó a los manifestantes para iniciar el ciclo de violencia, la brutalidad policial de la escalada del conflicto. En respuesta al incidente, la Federación Griega de Sindicatos de Empleados Bancarios "culpó de gestión bancaria para las medidas de seguridad inadecuadas en el edificio y llamó a la huelga.
En otras partes de Atenas, algunos manifestantes lanzaron piedras, botellas y pedazos de mármol a la policía. Varios contenedores de basura se encendían en llamas. Algunos rompieron ventanas, arrojaron bombas de gasolina, y cometió otros actos de vandalismo. Otros manifestantes levantaron barricadas y autos incendiados. Los gritos de "asesinos" y "quemar el parlamento" se escucharon en toda la ciudad. Al otro lado de Atenas, por lo menos 12 personas resultaron heridas, y más de 70 personas fueron detenidas para ser interrogadas.
En Salónica, 37 personas fueron detenidas como resultado de las protestas.

### Febrero de 2011
El 23 de febrero de 2011, hubo una repetición de las violentas protestas y las huelgas, con la participación de hasta 100.000 personas como la canciller alemana, Angela Merkel, pidió una renovación del programa de préstamos a Grecia que había sido condicionado a la restricción fiscal. Las medidas adoptadas por Grecia eran considerados difíciles por los manifestantes.

### Mediados de 2011
En paralelo, se discutía en el Parlamento griego las propuestas de austeridad que incluían recortes presupuestarios y de salarios. Ante esto, las organizaciones sociales de este país organizaron varias protestas, destacando entre otras la ocurrida el 29 de mayo y que reunió a 40 mil personas en la Plaza Syntagma de Atenas.
Durante el mes de junio continuó la movilización. Algunas manifestaciones fueron pacíficas, otras han sido violentas. Así, el 26 de junio
se produjeron incidentes en el centro de la capital griega durante la votación que la cámara legislativa helénica desarrollaba para aprobar o rechazar las medidas antirecesión, dejando 46 heridos y varios destrozos. Finalmente, el legislativo aprobó el ajuste, lo que aumentó el malestar ciudadano.
Como dato curioso, a la protesta se unieron los taxistas, quienes se declararon en huelga en apoyo al movimiento y en reclamo por medidas que los afectaban. El paro duró cerca de tres meses y afectó sobre todo al turismo local.

### Principios de 2012

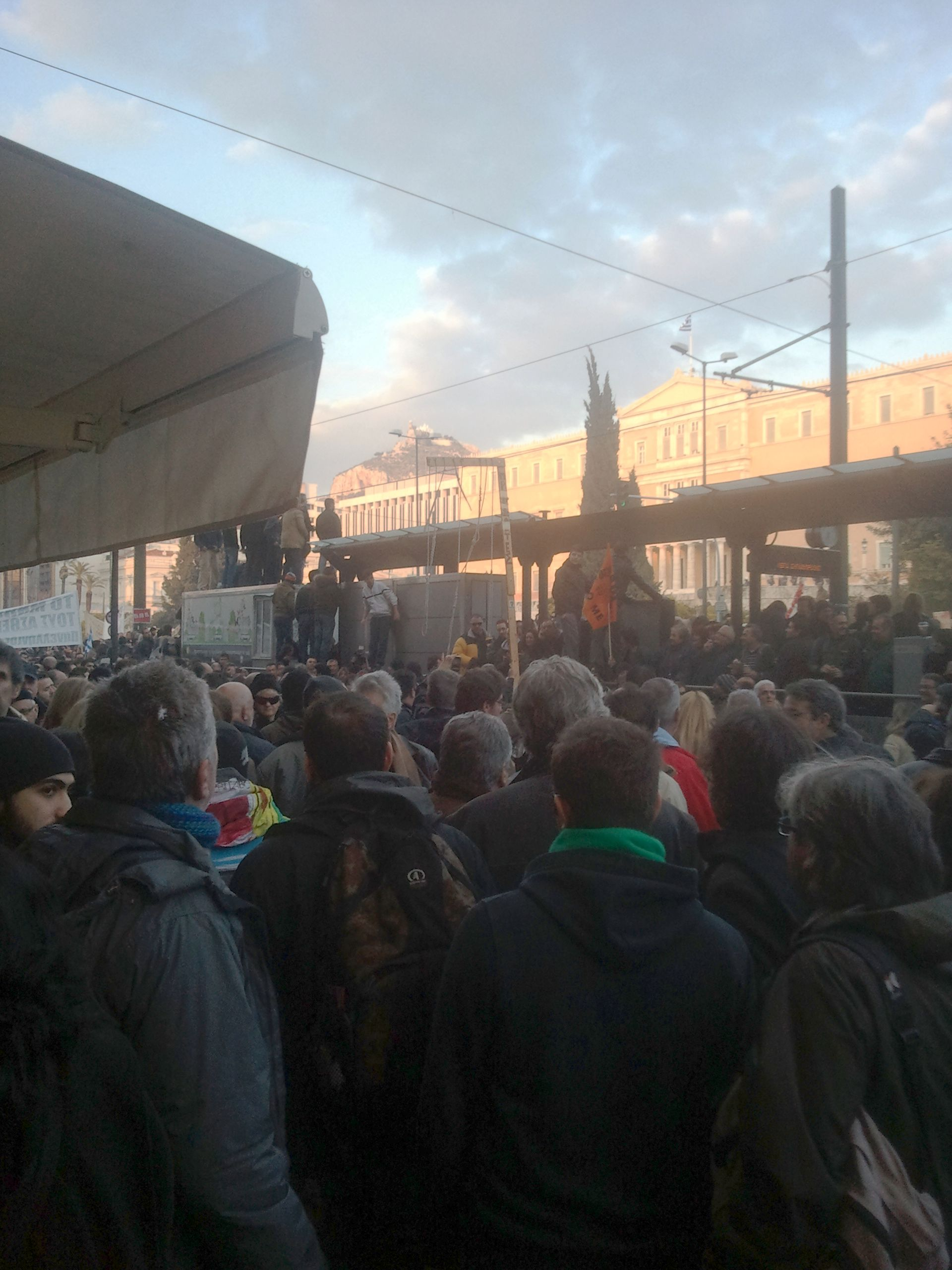
Syntagma, 12 de febrero de 2012

El 12 de febrero de 2012 se llevó a cabo la votación en el Parlamento griego para la aceptación del segundo rescate por parte de la UE, lo que produjo manifestaciones en los alrededores del Parlamento contra los recortes asociados al mismo. La violencia de las protestas e incendios afectaron a 17 edificios del centro de Atenas y hubo centenares de heridos.
Se reunieron en este día, más de 100.000 personas en diversos puntos de Grecia, siendo esta manifestación una de las más multitudinarias. El cantante Mikis Theodorakis, uno de los convocantes de la protesta junto a los sindicatos, se dirigió a la policía para reclamarles permitirle subir a las escaleras del Parlamento para dirigirse a las masas, unidades antidisturbios arrojaron gases lacrimógenos a miles de personas concentradas en la Plaza Sintagma.
A principios de abril, después de que el farmacéutico jubilado Dimitris Christoulas se quitase la vida públicamente frente al Parlamento, dejando un escrito contra las medidas del gobierno, se reactivaron las protestas y varios miles de ciudadanos se concentraron en Atenas y Salónica, manifestaciones que terminaron con enfrentamientos entre grupos de encapuchados y las fuerzas antidisturbios. La policía practicó una docena de detenciones.